# 小林秀明

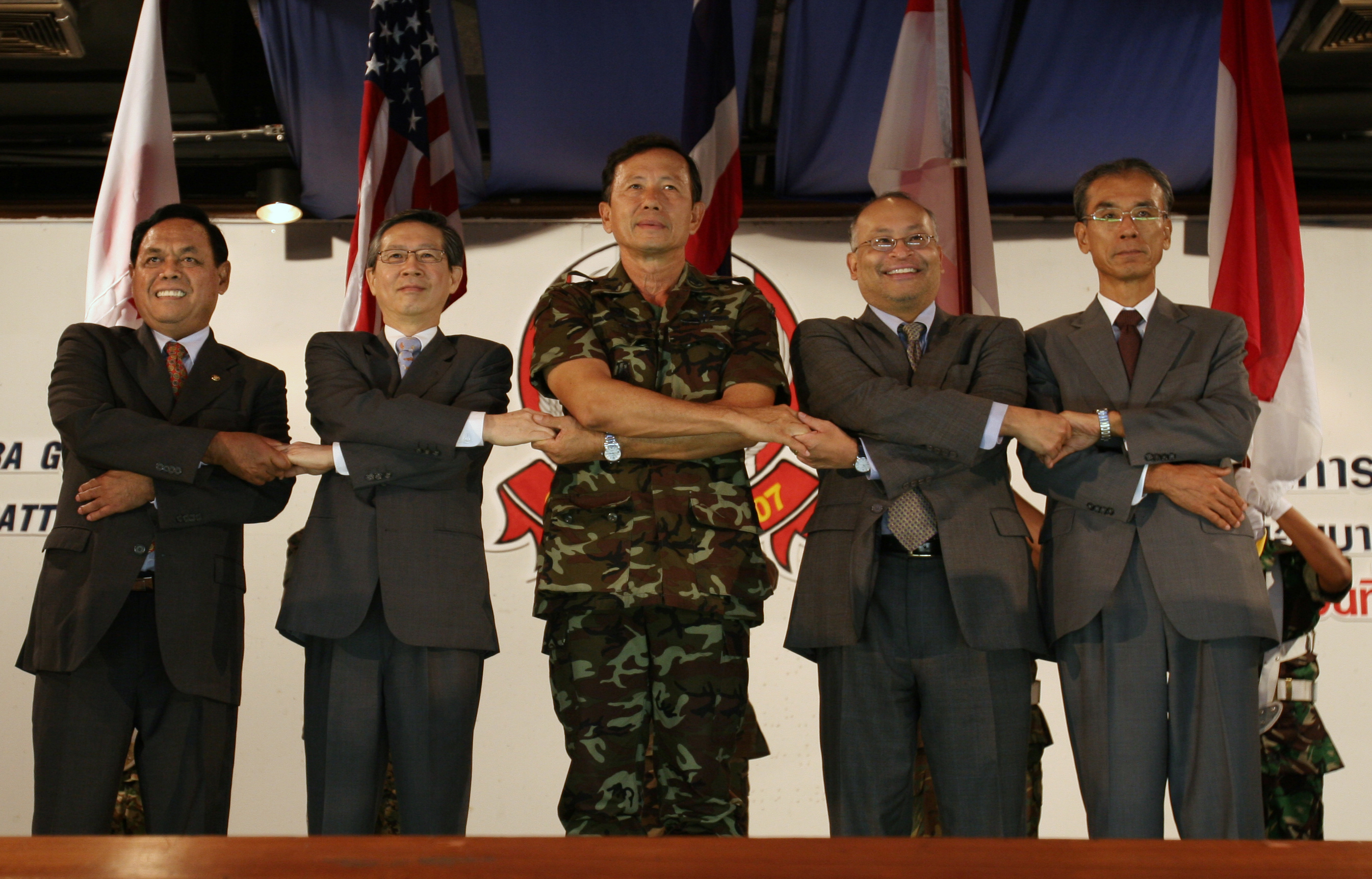
駐タイ大使当時の小林（写真右）

小林 秀明（こばやし　ひであき、1945年（昭和20年）12月 - ）は、日本の外交官。東宮侍従長、タイ駐箚特命全権大使、赤坂迎賓館館長などを歴任した。現在は帝京大学冲永総合研究所教授。長野県出身。 

## 経歴・人物
長野県長野高等学校、1968年（昭和43年）東京大学法学部を卒業し、外務省に入省した。
- 1969年（昭和44年） カールトン大学及びジョンズ・ホプキンス大学国際関係大学院留学
- 1984年（昭和59年） 8月 アジア局南東アジア第二課長
- 1986年（昭和61年） 7月 アジア局地域政策課長
- 1988年（昭和63年） 7月 駐オーストラリア大使館参事官
- 1990年（平成2年）10月 駐ポーランド大使館参事官
- 1992年（平成4年） 1月 ポーランド公使
- 1993年（平成5年）11月 大臣官房外務参事官兼大臣官房領事移住部
- 1995年（平成7年） 1月 大臣官房審議官兼大臣官房領事移住部
- 1995年（平成7年） 4月 総理府事務官、公正取引委員会事務局官房審議官（渉外担当）
- 1997年（平成9年） 8月 在アメリカ合衆国日本国大使館特命全権公使
- 2000年（平成12年） 2月 国際連合日本政府代表部特命全権大使（次席）
- 2001年（平成13年） 4月 外務省儀典長
- 2002年（平成14年）10月 東宮侍従長
- 2005年（平成17年）11月　駐タイ王国特命全権大使
- 2008年（平成20年） 9月 内閣府迎賓館長[1]
- 2011年（平成23年）3月31日 退官
- 2011年（平成23年）6月 東洋製罐株式会社取締役[2]、株式会社電算取締役[3]
- 2012年（平成24年）4月 帝京大学冲永総合研究所教授
- 2013年（平成25年）4月 東洋製罐グループホールディングス株式会社取締役[4]
- 2016年（平成28年）4月 春の叙勲で瑞宝重光章を受章。

## 外務省同期
- 赤澤正人（元嘉悦大学長・神田外語大学長）
- 榎泰邦（元駐インド大使・外務省中東アフリカ局長）
- 大島正太郎（元駐韓大使・外務審議官）
- 岡本行夫（元内閣官房参与・内閣総理大臣補佐官）
- 小川郷太郎（エイ・エフ・エス日本協会理事長・元イラク復興支援大使）
- 鏡武（中東調査会副理事長・元駐シリア大使）
- 東郷和彦（元外務省欧亜局長・条約局長）
- 服部則夫（元OECD大使・外務報道官）
- 槙田邦彦（元駐シンガポール大使・外務省アジア大洋州局長）
- 馬渕睦夫（元防衛大学校教授・駐ウクライナ大使）
- 美根慶樹（元日朝国交正常化交渉日本政府代表・防衛庁参事官）